# Frank Benford
Frank Albert Benford, Jr. (29 de mayo de 1883-4 de diciembre de 1948) fue un ingeniero eléctrico y físico estadounidense, conocido por redescubrir y generalizar la Ley de Benford, un postulado estadístico sobre la frecuencia de aparición de dígitos en la primera posición de los datos de diversas listas.
El uso de la Ley de Benford ha sido popularizado por Mark Nigrini, un profesor de contabilidad en la Universidad de West Virginia, para detectar anomalías en los datos tabulados.

## Semblanza
Su fecha de nacimiento se da en diversas fuentes como el 29 de mayo o el 10 de julio de 1883.
Después de graduarse por la Universidad de Míchigan en 1910, Benford trabajó para General Electric, primero en el Laboratorio de Ingeniería de Iluminación durante 18 años, y después en el Laboratorio de Investigación durante 20 años, hasta retirarse en julio de 1948.
Experto en mediciones ópticas, publicó 109 artículos en los campos de la óptica y las matemáticas y obtuvo 20 patentes en dispositivos ópticos.
Benford también es conocido por haber ideado en 1937 un instrumento para medir el índice de refracción del vidrio. 
Murió repentinamente en su casa el 4 de diciembre de 1948.